# UNIÓ
UNIÓ, sovint escrit UNIO sense accent segons les normes del Puig, també dit Unió-Una Veu i oficialment Unió Comunitat Valenciana-Unió Valenciana, és un partit polític d'àmbit valencià originat a partir de la coalició electoral que formaren Unió Valenciana, Els Verds Ecopacifistes i Unió de Centre Liberal amb motiu de les eleccions a les Corts Valencianes de 2007.
No obstant això, el partit es va consolidar l'any 2011 impulsat per militants i ex-militants d'Unió Valenciana arran de l'anunci del president d'aquesta formació, José Manuel Miralles i Piqueres, de no presentar candidaturas en les eleccions a les Corts Valencianes de 2011 i de demanar en elles el vot per al Partit Popular de la Comunitat Valenciana, en el transcurs d'un acte conjunt amb Francesc Camps i Ortiz. Com a contrapartida, José Manuel Miralles va ser nomenat, poc temps després dels comicis, Director General de Coordinació del Desplegament Estatutari, adscrit a la Conselleria de Governació de la Generalitat Valenciana.
L'any 2016 es va integrar en un nou partit, Avant, sorgit de la unió amb Accio Nacionalista Valenciana i Coalició per Albal.

## Ideologia
UNIÓ continua amb l'estela secessionista del blaverisme i defensa que la «llengua valenciana» i la llengua catalana són dos idiomes diferents. En línies generals, doncs, emmarca el seu discurs dins del d'Avant, coalició electoral primer i partit polític després dins del qual està integrada a hores d'ara.
Tanmateix, el seu president, Raül Cerdà, ha dut a terme manifestacions nacionalistes, com ara l'abandonament de l'ofrena floral a Jaume I al Parterre de València el 9 d'octubre de 2013 en començar a sonar l'himne nacional espanyol en senyal de protesta, a diferència d'altres faccions d'Avant, d'orientació marcadament regionalista.

## Resultats electorals
- Eleccions generals espanyoles de 2016: No es va presentar.[9]
- Eleccions generals espanyoles de 2015: 1.001 vots = 0 diputats (dins de la coalició Avant).[10]
- Eleccions a les Corts Valencianes de 2015: 1.307 vots = 0 diputats (dins de la coalició Avant).[11]
- Eleccions al Parlament Europeu de 2014: 11.427 vots = 0 diputats (en coalició amb Renovació Política, Accio Nacionalista Valenciana, Bloque Aragonés Regionalista i Partido Regionalista por Andalucía Oriental).[12]